# Procesul triplu-alfa

Procesul triplu-alfa

Procesul triplu-alfa este un set de reacții de fuziune nucleară prin care trei nuclee de heliu-4 (particule alfa) sunt transformați în carbon. 
Stelele mai vechi încep să acumuleze heliu produse de reacția în lanț proton–proton.
42He + 42He → 84Be (−93,7 keV)
84Be + 42He → 126C + e+ + e- (+7,367 MeV) 